# Alejandro Leyva
Alejandro Leyva Orozco (nacido en Querétaro el 14 de mayo de 1980) es un futbolista Mexicano.
Y ahora pertenece al cuerpo técnico de las fuerzas básicas del Atlético Morelia, siendo así un exjugador con mucho conocimiento y poca técnica.

## Trayectoria
Recibe la oportunidad de debutar en el Invierno 2001 con Monarcas Morelia. Sin embargo, el Clausura y Apertura 2003 no ve acción un solo minuto en la Primera División. Para el Clausura 2004 regresa al primer equipo, logrando actuaciones de manera intermitente con un nivel aceptable.

Para el Apertura 2005 es transferido al Veracruz donde igual sin ser titular, logra algunas buenas actuaciones esporádicas.

### Clubes
| Club                  | País                | Año             | Partidos | Goles | Goles |
| --------------------- | ------------------- | --------------- | -------- | ----- | ----- |
| Monarcas Morelia      | México              | 2001 - 2002     | 5        | 0     | 0     |
| Lagartos de Tabasco   | México              | 2003            | 8        | 1     | 0.13  |
| Club de Fútbol Mérida | México              | 2003 - 2004     | 7        | 2     | 0.29  |
| Monarcas Morelia      | México              | 2004            | 6        | 1     | 0.17  |
| Club de Fútbol Mérida | México              | 2004            | 18       | 6     | 0.33  |
| Monarcas Morelia      | México              | 2005            | 15       | 3     | 0.2   |
| Club Veracruz         | México              | 2005 - 2006     | 27       | 2     | 0.07  |
| Monarcas Morelia A    | México              | 2007            | 27       | 4     | 0.15  |
| Club Tijuana          | México              | 2008            | 9        | 2     | 0.22  |
| Club Veracruz         | México              | 2008            | 8        | 1     | 0.13  |
| Orizaba               | México              | 2009            | 14       | 0     | 0     |
| Cruz Azul Hidalgo     | México              | 2009            | 7        | 1     | 0.14  |
| Club Veracruz         | México              | 2010            | 1        | 0     | 0     |
| CF La Piedad          | México              | 2011            | 11       | 0     | 0     |
| Total en su carrera   | Total en su carrera | 2001 - Presente | 164      | 23    | 0.14  |